# Desa Sambirata (administrativ by i Indonesien, lat -7,33, long 109,14)
Desa Sambirata är en administrativ by i Indonesien.   Den ligger i provinsen Jawa Tengah, i den västra delen av landet, 280 km öster om huvudstaden Jakarta.